# Distretto di Qujiang
Il distretto di Qujiang (衢江区S, QújiāngP) è un distretto della Cina, situato nella provincia dello Zhejiang.